# Serilophus lunatus
Il beccolargo pettoargento (Serilophus lunatus (Gould, 1834)) è un uccello passeriforme della famiglia degli Eurilaimidi. Si tratta dell'unica specie ascritta al genere Serilophus Swainson, 1837.

## Etimologia
Il nome scientifico del genere, Serilophus, deriva dall'unione delle parole greche Σῆρες (sí̱res, "di seta") e λοφίο (lofío, "cresta"), col significato di "cresta sericea" in riferimento alle penne erettili della testa, mentre il nome della specie deriva dal latino lūnātus, "ornato da una mezzaluna", in riferimento alla livrea di questi uccelli.

## Descrizione

### Dimensioni
Misura circa 16–17 cm di lunghezza, coda compresa, per un peso di 25-25 g.

### Aspetto

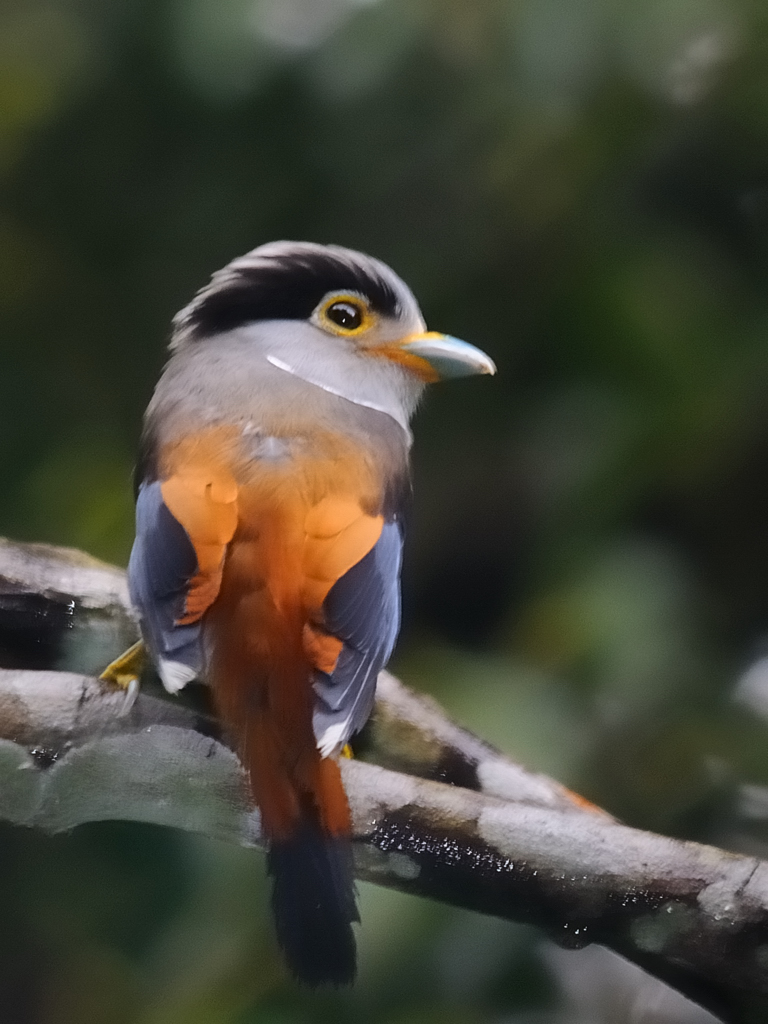
Una femmina in natura.

Si tratta di uccelli dall'aspetto robusto, muniti di grossa testa e becco largo e conico, vagamente simili a dei piccoli fringillidi.

La livrea è bruno-rossiccio su reni e codione, mentre nuca e spalle sono grigio-bluastre e le ali presentano remiganti nero-bluastre con un'evidente banda grigio-azzurra nella parte mediana: anche la coda è nero-bluastra, con le singole penne dotate di una macchia bianca nella parte distale. La testa è grigio-biancastra, con una vistosa banda nerastra che parte dai lati del becco e passando per gli occhi si assottiglia ai lati della nuca: anche gola, petto, ventre e fianchi sono bianco-grigiastri. In questa specie è presente un certo dimorfismo sessuale nel piumaggio, con la femmina che presenta una banda argentata che percorre il petto da parte a parte. In ambedue i sessi il becco è grigio con un anello basale giallo-arancio, gli occhi sono bruno-rossicci con vistoso anello perioculare giallo, così come gialle sono le zampe.

## Biologia
Si tratta di uccelli diurni, che vivono perlopiù da soli o in coppie, muovendosi fra la vegetazione alla ricerca di cibo, pronti a fuggire precipitosamente in caso di pericolo.

### Alimentazione
Questi uccelli sono perlopiù insettivori, nutrendosi d'insetti ed altri invertebrati, delle loro larve, oltre che di bacche e frutta matura.

### Riproduzione
La stagione riproduttiva cade generalmente fra marzo e agosto: ambo i sessi collaborano nella costruzione del nido, che è piriforme e pende dalla punta di un ramo, generalmente a oltre due metri dal suolo. Al suo interno la femmina depone 2-5 uova bianche con rade screziature rossicce, che essa provvede a covare assieme al maschio per 15-18 giorni: i pulli, ciechi e implumi alla schiusa, vengono accuditi da ambedue i genitori per tre settimane circa, fino a quando sono pronti all'involo.

## Distribuzione e habitat
Questa specie occupa un areale piuttosto ampio, che va dall'India orientale alla Cina meridionale e a sud fino alla penisola malese e all'isola di Sumatra: essa occupa un range di ambienti che va dalle foreste tropicali e subtropicali più o meno umide, a pinete, querceti e foreste di bambù fino a 2000 m di quota. La si osserva anche in aree antropizzate, come piantagioni, parchi e giardini alberati.

## Tassonomia
Se ne riconoscono otto sottospecie:

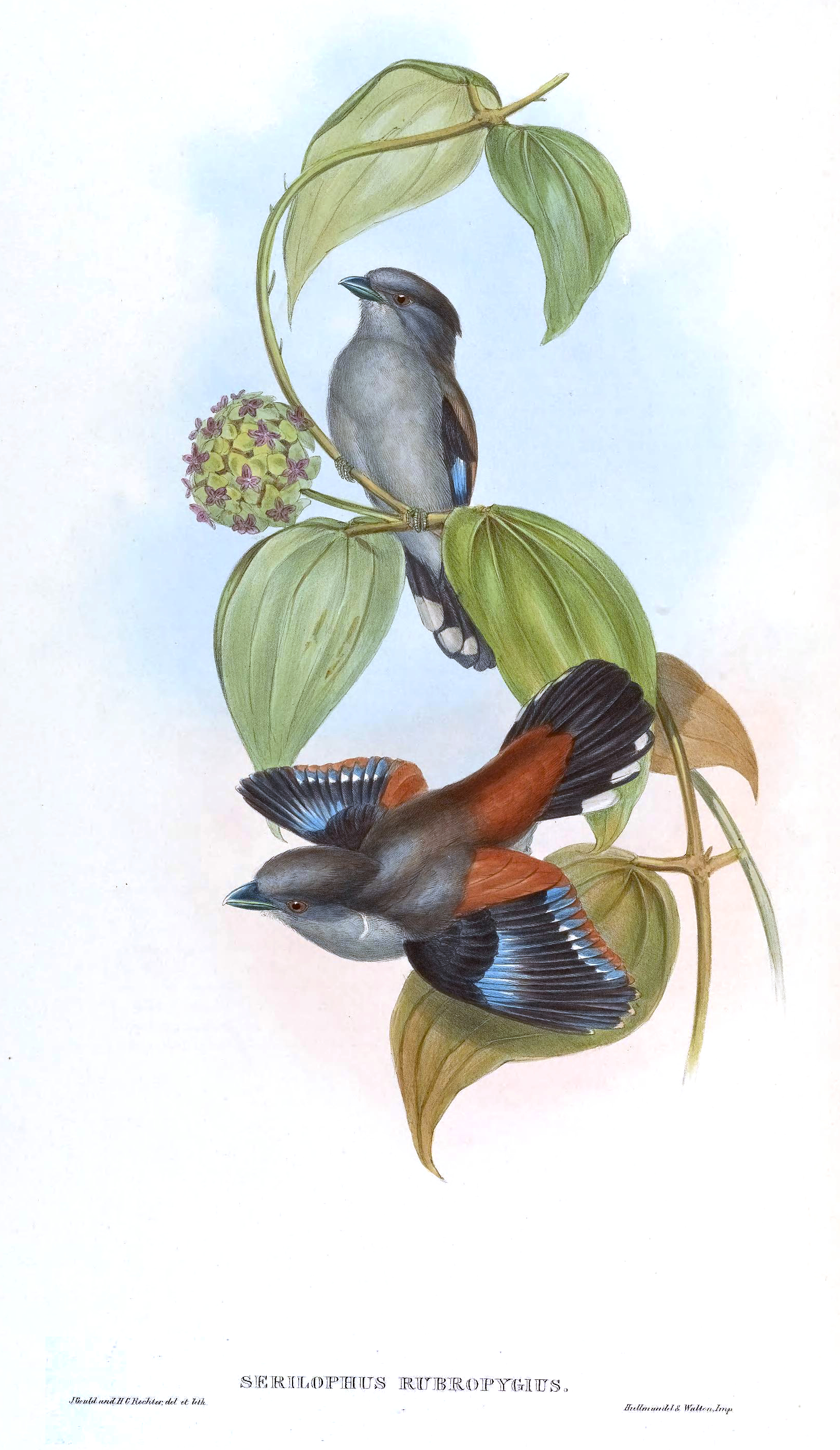
Illustrazione di una coppia di S. l. rubropygius, da alcuni considerata una specie a sé stante.

- Serilophus lunatus lunatus, la sottospecie nominale, diffusa in Tenasserim e Thailandia occidentale;
- Serilophus lunatus elisabethae La Touche, 1921, diffusa in Birmania centrale, Thailandia settentrionale, Tonchino e Cina meridionale;
- Serilophus lunatus impavidus Deignan, 1948, endemica del Laos meridionale;
- Serilophus lunatus intensus Robinson & Kloss, 1916, endemica di Sumatra;
- Serilophus lunatus polionotus Rothschild, 1903, endemica di Hainan;
- Serilophus lunatus rothschildi Hartert & Butler, 1898, diffusa nella parte meridionale della penisola malese;
- Serilophus lunatus rubropygius (Hodgson, 1839), diffusa in India nord-orientale e Birmania occidentale;
- Serilophus lunatus stolidus Robinson & Kloss, 1919, diffusa nella parte centro-settentrionale della penisola malese;

Le varie sottospecie differiscono fra loro principalmente in base a criteri morfologici, come la taglia e l'intensità e l'estensione della colorazione bruna e grigia dorsale: alcuni autori considerano la sottospecie rubropygius come una specie a sé stante, col nome di Serilophus rubropygius.